# Список эпизодов мультсериала «Звёздный путь: Анимационный сериал»
Список эпизодов научно-фантастического анимационного сериала «Звёздный путь: Анимационный сериал», который транслировался в США с сентября 1973 по октябрь 1974 года на телеканале NBC. Телесериал стал вторым телевизионным проектом в рамках вымышленной вселенной «Звёздный путь», созданной Джином Родденберри.
«Звёздный путь: Анимационный сериал» (англ. Star Trek: The Animated Series) состоит из 22 эпизодов, разделённых на 2 сезона. Список эпизодов включает звёздную дату согласно внутренней хронологии вымышленной вселенной.

## Обзор сезонов
| Сезон | Серии | Серии | Даты показа     | Даты показа     |
| Сезон | Серии | Серии | Первая серия    | Последняя серия |
| ----- | ----- | ----- | --------------- | --------------- |
| 1     | 16    | 16    | 8 сентября 1973 | 12 января 1974  |
| 2     | 6     | 6     | 7 сентября 1974 | 12 октября 1974 |

## Эпизоды

### Первый сезон (1973–1974)
| № | Название                                                          | Звёздная дата | Режиссёр      | Сценарист               | Первый показ     |
| --- | ----------------------------------------------------------------- | ------------- | ------------- | ----------------------- | ---------------- |
| 1 | «За самой далёкой звездой» «Beyond the Farthest Star»             | 5521.3        | Хал Сазерленд | Сэмюэл А. Пиплз         | 8 сентября 1973  |
| Энтерпрайз притягивает к неизвестной мёртвой звезде. Оказавшись на орбите, Кирк и его команда обнаруживают на той же орбите корабль высокоразвитой расы. Корабль мёртв уже более 300 миллионов лет. Кирк с товарищами исследуют корабль и выясняют, что корабль уничтожила сама команда корабля, чтобы спасти Вселенную от некого враждебного организма. Вернувшись на Энтерпрайз, десант случайно приносит с собой этот организм, бестелесный сгусток энергии. Он захватывает Энтерпрайз, чтобы вырваться от звезды, притягивающей его своим полем. Кирк обманывает захватчика, изобразив, что хочет разбить корабль о звезду и в последний момент покинув орбиту. Испугавшись, организм покинул Энтерпрайз. |                                                                   |               |               |                         |                  |
| 2 | «Год прошедший» «Yesteryear»                                      | 5373.4        | Хал Сазерленд | Ди. Си. Фонтана         | 15 сентября 1973 |
| Команда Энтерпрайз помогает историкам в изучении истории Федерации. Кирк и Спок возвращаются из прошлого, где они изучали историю Ориона, через временной портал. Члены команды не узнают Спока. Выясняется, что в этой версии настоящего нет Спока, он погиб в возрасте восьми лет, в это время Спок должен был спасти самого себя в прошлом. Он возвращается в прошлое и спасает себя от гибели. |                                                                   |               |               |                         |                  |
| 3 | «Исчезновение планеты» «One of Our Planets is Missing»            | 5371.3        | Хал Сазерленд | Марк Дэниэлс            | 22 сентября 1973 |
| Энтерпрайз сталкивается с огромным облаком, пожирающим планеты. Оно сожрало планету Алондру и готово сожрать Мантилиес с 82 миллионами обитателей. Энтерпрайз оказывается внутри облака. Силы вооружения корабля не хватит для уничтожения облака, и Кирк готов взорвать корабль, чтобы остановить облако. Но Спок вступив в контакт разумов с облаком, уговаривает его покинуть галактику. |                                                                   |               |               |                         |                  |
| 4 | «Зов Лорелеи» «The Lorelei Signal»                                | 5483.7        | Хал Сазерленд | Маргарет Армен          | 29 сентября 1973 |
| Энтерпрайз исследует сектор галактики, где каждые 27.346 звёздных года исчезает звездолёт. Энтерпрайз получает загадочный радиосигнал из системы Тауреан, гипнотически действующий на мужчин. Кирк с разведывательной группой спускается на вторую планету системы. Их встречают прекрасные обитательницы планеты и захватывают Кирка с группой в плен. Странным образом они вытягивают жизненные силы из мужчин. Десанту удаётся бежать, а Спок связывается с кораблём и попросить подкрепление. Десант из женщин команды Энтерпрайза спускается на планету и освобождает мужчин. |                                                                   |               |               |                         |                  |
| 5 | «Больше трибблов — больше проблем» «More Tribbles, More Troubles» | 5392.4        | Хал Сазерленд | Дэвид Герролд           | 6 октября 1973   |
| Энтерпрайз перевозит зерно для колонистов и сталкивается с клингонским кораблём, преследующим небольшой корабль. Клингоны применяют новое оружие против Энтерпрайза, парализующее поле. Но израсходовав энергию, вынужден отступить. Телепортировав на Энтерпрайз пилота маленького корабля, Кирк и команда узнают старого знакомого Сирано Джонса и его питомцев трибблов. На этот раз они не размножаются с огромной скоростью, а вырастают до огромных размеров. Но и на этот раз удаётся решить эту проблему, отправив трибблов к клингонам. |                                                                   |               |               |                         |                  |
| 6 | «Выживший» «The Survivor»                                         | 5143.3        | Хал Сазерленд | Джеймс Шмерер           | 13 октября 1973  |
| Чудом выживший филантроп Картер Уинстон, пропавший пять лет назад, оказывается вендорианином, способным принимать любой вид. Он шпион ромуланцев. Но прожив не один год в виде Картера Уинстона, он перенял многие черты его характера, в том числе и любовь Уинстона к девушке Норед, служащей в службе безопасности на Энтерпрайзе. И поначалу поставив Энтерпрайз на грань гибели, он сам же его и спасает. |                                                                   |               |               |                         |                  |
| 7 | «Бесконечный вулканец» «The Infinite Vulcan»                      | 5554.4        | Хал Сазерленд | Уолтер Кёниг            | 20 октября 1973  |
| Команда Энтерпрайза обследует планету Файлос, населённую разумными, высокоразвитыми растениями. Поначалу они ведут себя дружелюбно, но впоследствии помогают гигантскому человеку захватить Спока в плен. Гиганта зовут Ставус Кониклиус Пятый, это пятый клон учёного времён Евгенических войн. Несмотря на требования Ставуса покинуть планету и оставить ему Спока, Кирк, Маккой и Сулу возвращаются на планету. Они находят убежище Ставуса и полумёртвого Спока — его разум почти весь выкачали для создания гигантской копии. Кирк пытается уговорить гигантского Спока и Ставуса спасти Спока и отпустить их. Ставус создавал гигантов чтобы разослать их по всей галактике и водворить мир. Но необходимость в этом уже отпала, и, поняв это, Ставус отпускает Кирка и его товарищей, а гигантский Спок вулканским обменом разумов возвращает Спока к жизни. |                                                                   |               |               |                         |                  |
| 8 | «Магия Мегаса-Ту» «The Magicks of Megas-tu»                       | 1254.4        | Хал Сазерленд | Ларри Броди             | 27 октября 1973  |
| Энтерпрайз исследует центр галактики и попадает в вихрь материи-энергии. Все системы корабля вышли из строя и на выручку, прямо из космоса, приходит Люсиен. Все системы снова в порядке. Кирк, Спок и Маккой оказываются на планете Мегас-Ту, где действуют законы магии и все обитатели маги. Но обитатели планеты, в отличие от Люсиена, не слишком любят людей. Они устраивают суд над командой корабля под предводительством Асмодея. Оказывается жители Мегас-Ту были когда-то на Земле но были изгнаны. Перед судом предстал так же и Люсиен, истинное имя которого - Люцифер. Но Кирку и Споку удаётся доказать, что люди за эти годы сильно изменились и их отпускают с миром. |                                                                   |               |               |                         |                  |
| 9 | «Однажды на планете» «Once Upon a Planet»                         | 5591.2        | Хал Сазерленд | Чак Менвил, Лен Джансон | 3 ноября 1973    |
| Энтерпрайз снова возвращается на планету отпусков. Но на это раз планета совсем не дружелюбна, она захватывает Ухуру в заложники и пытается убить Кирка, Спока, Маккоя и Сулу, пришедших ей на выручку. Хранитель планеты умер и главный компьютер решил захватить Энтерпрайз, чтобы отправиться в путешествие и посмотреть мир. Кирку, Споку и Ухуре удаётся убедить компьютер, что, оставаясь на планете и наблюдая за разными путешественниками, он узнает о мире больше, чем путешествуя. Компьютер соглашается с их доводами, и всё возвращается в мирное русло. |                                                                   |               |               |                         |                  |
| 10 | «Страсть Мадда» «Mudd's Passion»                                  | 4978.5        | Хал Сазерленд | Стефэн Кандел           | 10 ноября 1973   |
| Кирк и Спок задерживают старого знакомого, афериста Гарри Мадда. На этот раз он продаёт любовные кристаллы шахтёрам на планете Маверлод. После задержания его ждёт суд, что совсем не устраивает Мадда. Он соблазняет сестру Чепел любовными кристаллами для привлечения Спока. Заодно Гарри ворует фазер и пропуск у сестры. Она пытается остановить его, и он берет её в заложницы и угоняет шатл. Кристаллы Мадда тем временем начинают действовать - Спок охвачен любовным пылом к сестре Чепел и рвётся её спасать. Часть кристаллов попала в вентиляционную систему корабля, и, пока Спок и Кирк спасают Чепел, экипаж охватила любовная лихорадка. Планета, на которую высадились Мадда и Чепел, не такая уж необитаемая, как казалось, она населена огромными камнеподобными монстрами, и они очень хотят сожрать своих гостей. Кирк и Спок пытаются транспортироваться с Маддом и Чепел на Энтерпайз, но влюблённая команда не отвечает на их позывные. Кирк использует последний кристалл Мадда против одного из монстров, и тот, влюбившись в Кирка, защищает его от остальных монстров. Тем временем действие кристаллов на экипаж Энтерпрайза закончилось и они транспортируют капитана, Спока, Мадда и Чепел на корабль. |                                                                   |               |               |                         |                  |
| 11 | «Террадесский инцидент» «The Terratin Incident»                   | 5577.3        | Хал Сазерленд | Пол Шнейдер             | 17 ноября 1973   |
| Энтерпрайз подвергается облучению спироидальными волнами со спутника звезды Цифей. Под их воздействием члены команды корабля начинает стремительно уменьшатся в размерах. Кирк спускается на планету, чтобы разобраться с источником излучения. Проход через транспортатор вернул ему прежние размеры. Он находит миниатюрный город. И видит множественные извержения вулканов на планете, из-за которых излучение прекратилось. Вернувшись на корабль, Кирк обнаруживает, что команда с мостика корабля похищена. Это дело рук жителей маленького города. Их зовут террадесцы, колонисты с земли, уменьшившиеся в размерах и потерявшие связь с Землей. Их планета разрушается и они уменьшили команду Энтерпрайза, чтобы призвать их на помощь. Террадесцы возвращают команду. А Кирк транспортирует их город целиком на корабль, чтобы перенести на безопасную планету. |                                                                   |               |               |                         |                  |
| 12 | «Ловушка во времени» «The Time Trap»                              | 5267.2        | Хал Сазерленд | Джойс Перри             | 24 ноября 1973   |
| Энтерпрайз вслед за клингонским кораблем оказывается во временном кармане. Здесь застряло множество кораблей, потеряв надежду выбраться из западни, их команды создали идеальное общество без насилия. Энтерпрайз объединяет усилия с клингонцами, чтобы вырваться на свободу. Коварные клингонцы заложили в Энтерпрайз бомбу, которая должна взорваться, как только они покинут ловушку. Но предупрежденному местным телепатом экипажу звездолёта бомбу удается обезвредить и вырваться на свободу. |                                                                   |               |               |                         |                  |
| 13 | «Немного амбры» «The Ambergris Element»                           | 5499.9        | Хал Сазерленд | Маргарет Армен          | 1 декабрь 1973   |
| Кирк, Спок, Маккой и Сулу обследуют планету Арго, поверхность которой почти целиком покрыта водой, когда на их челнок нападает подводное чудовище. Кирк и Спок пропадают и когда их находят оказывается, что их тела мутировали и они не могут жить на суше, а только в воде. Мутация дело рук неизвестных подводных обитателей планеты. Кирк и Спок возвращаются на планету, чтобы найти её жителей и повернуть мутацию вспять. Они находят подводных жителей и одна молодая девушка показывает им древний город, где они находят рецепт обратной мутации. Планете предстоит сильное землетрясение и Энтерпрайз спасает подводный народ перенеся эпицентр землетрясения, с помощью бомбардировки фазерами планеты, в безлюдные области. |                                                                   |               |               |                         |                  |
| 14 | «Оружие слейверов» «The Slaver Weapon»                            | 4187.3        | Хал Сазерленд | Ларри Нивен             | 15 октября 1973  |
| Спок, Сулу и Ухура на шатле Коперник перевозят на Звездную базу 25 стазисную коробку, артефакт древней могущественной и вымершей цивилизации слейверов. У Бета Лиры стазисная коробка засветилась, что означает присутствие рядом ещё одной стазисной коробки. Но вместо коробки экипаж шатла попал в засаду воинственной расы кзинти. Кзинти вскрыли коробку, которую вёз Спок, и нашли там прибор слейверов. С помощью переключателя он мог менять свой вид и функции. Но найти нужную позицию с супероружием кзинти так и не смогли. Зато смогли найти механизм самоуничтожения. |                                                                   |               |               |                         |                  |
| 15 | «Глаз наблюдателя» «The Eye of the Beholder»                      | 5501.2        | Хал Сазерленд | Дэвид П. Хармон         | 5 января 1974    |
| На планете Лактра 7 пропало шесть исследователей. Кирк, Спок и Маккой спускаются на планету для поиска пропавших и попадают в плен к высокоразвитой расе телепатов. Лактрасиане собрали на своей планете зоопарк из различных существ, туда же они поместили и людей. В зоопарке десант находит пропавших исследователей. Людям удаётся все-таки доказать, что они разумны, и лактрасиане отпускают их. |                                                                   |               |               |                         |                  |
| 16 | «Джихад» «The Jihad»                                              | 5683.1        | Хал Сазерленд | Стефэн Кандел           | 12 января 1974   |
| Старейшая из известных космических рас, ведала, собирает команду из представителей различных народов. Их цель — найти образ мозга Алара, духовного лидера народа Скорра, похищенного с их планеты. Теперь они грозят войной всей галактике. Команда состоит из одного из лидеров Скорра Тчара, рептилии Сорда, взломщика Эм’Три’Грина, охотницы Лары, Кирка и Спока. Преодолев многие трудности, команда находит Алара и выясняет, что в их рядах есть предатель. Им оказывается Тчар. Он готов развязать войну, чтобы вернуть былое величие своего народа, но Кирку и Споку удается его обезвредить. |                                                                   |               |               |                         |                  |

### Второй сезон (1974)
| № | Название                                                    | Звёздная дата | Режиссёр      | Сценарист                | Первый показ     |
| --- | ----------------------------------------------------------- | ------------- | ------------- | ------------------------ | ---------------- |
| 17 | «Орионские пираты» «The Pirates of Orion»                   | 6334.1        | Хал Сазерленд | Говард Вейнстайн         | 7 сентября 1974  |
| Орионский корабль нападает на грузовой корабль С. С. «Гурон», летящий на встречу с Энтерпрайзом, и отбирает груз дилития и ценное лекарство без которого Спок умрет. Загнанные в пояс взрывоопасных астероидов орионские пираты готовы к сделке, Кирк готов все забыть и оставить пиратам груз дилития за лекарство для Спока. Но пираты не верят Кирку и готовятся уничтожить себя и Энтерпрайз. Разоблачив планы пиратов Кирк получает и лекарство, и забирает в плен пиратов. |                                                             |               |               |                          |                  |
| 18 | «Бем» «Bem»                                                 | 7403.6        | Хал Сазерленд | Дэвид Геррольд           | 17 сентября 1974 |
| Независимый наблюдатель Ари бн Бем с планеты Пандро, отправившись с десантом на планету Дельта Тета 3, ведет себя очень странно, из за него Кирк и Спок попадают в плен к диким аборигенам. В плену выясняется, что Бем – это колония нескольких организмов и способен разделиться и убежать, но вместо этого он остается в плену и насмехается над Кирком. Кирку и Споку удается бежать, но в ситуацию вмешивается планетный сверхразум, который требует, чтобы Кирк и Спок покинули планету. Они не могут сделать этого без Бема. Они находят Бема и объясняют разуму, что не могут бросить Бема, так как несут за него ответственность. Разум одобряет такое поведение людей, а Бему становится стыдно за свои слова. |                                                             |               |               |                          |                  |
| 19 | «Шутник» «The Practical Joker»                              | 3183.3        | Хал Сазерленд | Чак Менвил               | 21 сентября 1974 |
| Спасаясь от трех ромуланских кораблей Энтерпрайз пролетает через энергетическое поле, после этого на корабли начинают часто происходит разного рода розыгрыши. Это дело рук компьютера Энетрпрайза. Следующим объектом шуток становятся ромуланцы. Они бросаются в погоню за Энтерпрайзом. Кирк приказывает снова пройти сквозь облако, это исправляет компьютер Энтерпрайза, а шутки теперь происходят на ромуланских кораблях. |                                                             |               |               |                          |                  |
| 20 | «Альбатрос» «Albatross»                                     | 5275.6        | Хал Сазерленд | Дарио Финелли            | 28 сентября 1974 |
| Маккоя арестовывают на планете Дремия, его обвиняют в распространении смертоносной эпидемии на планете Дремия II. Кирк отправляется на Дремию II и находит там свидетелей невиновности Маккоя, но на обратном пути на борту корабля вспыхивает эпидемия. Только Спок остался здоров, у вулканцев иммунитет к заболеванию. Он тайком освобождает Маккоя из-под ареста и поднимает его на Энтерпрайз, там он находит способ остановить эпидемию и излечить команду. Благодаря этому и свидетелю с Дремия II, с Маккоя снимают обвинения и отпускают с миром. |                                                             |               |               |                          |                  |
| 21 | «Острей зубов змеиных» «How Sharper Than a Serpent's Tooth» | 6063.4        | Билл Рид      | Рассел Бэйтс, Дэвид Уайз | 5 октября 1974   |
| Энтерпрайз выясняет происхождение загадочного чужого космического зонда. По его следу Энетпрайз находит космический корабль, хозяин которого не кто иной, как божество майя Кукулькан. Он заключает в энергетическую сферу Энтерпрайз и забирает к себе на борт Кирка, Маккоя, Скоти и рядового Идущего Медведя, команчи и знатока истории майя. На борту Кукулькан рассказывает, что он стоял у истоков древних человеческих цивилизаций и многому обучил людей. Он недоволен людьми и хочет снова их обучать. В это время Спок разрывает сферу и повреждает корабль Кукулькана, а Кирк уверяет его, что люди сами должны идти своим путём и Кукулькан покидает людей.                                                  |                                                             |               |               |                          |                  |
| 22 | «Преступление против времени» «The Counter-Clock Incident»  | 6770.3        | Билл Рид      | Джон Калвер              | 12 октября 1974  |
| Энтерпрайз перевозит на Вавилон, уходящего в отставку, посла Федерации, первого капитана Энтерпрайза коммодора Роберта Эйприла. Пролетая мимо сверхновой команда замечает сверхбыстрый корабль направляющийся прямо в центр звезды. Попытавшись остановить его тяговым лучом, Энтерпрайз пролетает через звезду и оказывается во вселенной, где все наоборот, небо белое, а звезды черные, люди рождаются стариками, а умирают младенцами. Команда Энтерпрайза начинает стремительно молодеть, превращаясь в маленьких детей. Командование на себя принимает помолодевший Эйприл. Энтерпрайз возвращается в свою вселенную, снова пролетев через звезду.                                                                 |                                                             |               |               |                          |                  |